# Blepharandra fimbriata
Blepharandra fimbriata là một loài thực vật có hoa trong họ Malpighiaceae. Loài này được MacBryde mô tả khoa học đầu tiên năm 1974.